# Irene Herner Reiss
Irene Herner Reiss (Ciudad de México, 21 de septiembre de 1942) es una crítica de arte, investigadora documental y profesora universitaria mexicana. Su tema de especialidad es el muralismo mexicano. 

## Trayectoria
Es hija del galerista austriaco Oscar Herner y de Gertrude Reiss.
Licenciada en Historia por la Facultad de Filosofía y Letras de la Universidad Nacional Autónoma de México. Realizó estudios de posgrado en Psicoanálisis en la Escuela Freudiana de México y sobre Derechos de Autor en la Organización Mundial de la Propiedad Intelectual, Organismo de Naciones Unidas. Doctora en Sociología del Arte por la Facultad de Ciencias Políticas y Sociales de la Universidad Nacional Autónoma de México. Profesora en la UNAM desde 1969. En 1998 fue profesora visitante en UCLA con el curso Public Art: The Mexican Experience.

## Libros
- Tarzán, el Hombre Mito (1974)
- Mitos y Monitos. Historietas y Fotonovelas en México (1980)
- Diego Rivera, paraíso perdido en el Rockefeller Center (1986)
- Siqueiros. El lugar de la utopía (1994)
- Siqueiros / Pollock: Redes (1995)
- Siqueiros: del paraíso a la utopía (2010)
- Edward James y Plutarco Gastélum en Xilitla. El regreso de Robinson (2011)

## Documentales
- También es directora, guionista y productora de la serie documental Quién era David Alfaro Siqueiros, la cual consta de tres partes: 
  - Quién era David Alfaro Siqueiros de 1896 a 1932
  - Quién era David Alfaro Siqueiros. Siqueiros contra el fascismo y la guerra 1932-1943
  - Quién era David Alfaro Siqueiros: Siqueiros y la Guerra Fría 1943-1974, actualmente en proceso de producción.